# Alejandro Donatti
Alejandro César Donatti (Rafaela, 24 ottobre 1986) è un calciatore argentino, difensore svincolato.

## Caratteristiche tecniche
Gioca come difensore centrale.

## Palmarès
- Torneo Argentino A: 1

Boca Unidos: 2008-2009
- Campionato argentino: 1

Racing Club: 2018-2019
- Trofeo de Campeones de la Superliga Argentina: 1

Racing Club: 2019